# كروز/واغنر للإنتاج
كروز/واغنر للإنتاج هي شركة الإنتاج السينمائي أنشئت بواسطة توم كروز وبولا واغنر. مع المخرجين أليخاندرو آمينابار، كاميرون كرو وروبرت تاون.

## أفلام من إنتاج كروز / واغنر للإنتاج
- 1996: مهمة مستحيلة
- 2000: مهمة مستحيلة 2
- 2001: الآخرون
- 2001: سماء الفانيلا
- 2002: تقرير الأقلية
- 2003: الساموراي الأخير
- 2005: إليزابيث تاون
- 2006: مهمة مستحيلة 3
- 2007: أسود وحملان
- 2008: سباق الموت
- 2008: فالكيري
- 2011: مهمة مستحيلة: بروتوكول الشبح
- 2015: مهمة مستحيلة: أمة منشقة

## روابط خارجية
- (en) Cruise/Wagner Productions sur l’Internet Movie Database
- كروز/واغنر للإنتاج على موقع IMDb (الإنجليزية)